# Kismet (pel·lícula de 1955)
 Kismet és una pel·lícula musical estatunidenca de Vincente Minnelli i Stanley Donen (no surt als crèdits) estrenada el 1955. És una nova versió de la comèdia d'Edward Knoblock, que ja havia estat portada al cinema mut amb dues versions del mateix títol, dirigides per Leedham Bantock (1914) i Louis J. Gasnier (1920).

## Argument
Inspirada en els contes de "Les 1001 nits", explica la història d'un poeta de carrer que es veu implicat sense voler en un complot per assassinar el Califa mentre la seva filla Marsinah s'hi enamora, ja que s'ha disfressat de jardiner. Dieterle torna amb el tema que ja havia tocat a El príncep i el captaire (1937), amb Errol Flynn i Claude Rains de protagonistes. Vincente Minnelli, el convertiria en un espectacle musical adaptant un muntatge de Broadway.

## Repartiment
- Howard Keel: Hajj
- Ann Blyth: Marsinah
- Dolores Gray: Lalume
- Vic Damone: El Califa
- Monty Woolley: Omar
- Sebastian Cabot: Wazir
- Jay C. Flippen: Jawan
- Mike Mazurki: Policia en cap
- Jack Elam: Hassan-Ben
- Ted de Corsia: Subaltern de policia
- Reiko Sato: 1a Princesa d'Ababu
- Patricia Dunn: 2a Princesa d'Ababu
- Wonci Ell: 3a Princesa d'Ababu
- Julie Robinson: Zubbediya

## Rebuda
- A mitjans de 1950, l'opereta havia passat de moda; Kismet, la versió cinematogràfica de l'exitós musical de Broadway, va tractar de fer més acceptable el seu origen mitjançant la injecció d'una gran dosi de comèdia, però el resultat és massa rígid, lent i afectat per funcionar. Per empitjorar les coses, a part d'alguns balls sensuals i sunousos del coreògraf Jack Cole, hi ha ben poc de la calor que ofereix la versió teatral. Vincente Minnelli, poc compromès en aquest film, n'és el responsable d'un resultat avorrit i sense inspiració, encara que hi ha alguns atractius, com ara la decoració opulenta, un punt fort de Minelli.[1]